# Quenquém-de-cisco
Acromyrmex crassispinus é uma espécie de inseto do gênero Acromyrmex, pertencente à família Formicidae.